# یونکرس ال۱
یونکرس ال۱ (به انگلیسی: Junkers L1) یک هواگرد ساختِ کارخانهٔ یونکرس در کشور آلمان است که در سال small production run started in 1925 ساخته شد.